# Ильичёв, Андрей Александрович
Андре́й Алекса́ндрович Ильичёв (литературные псевдонимы — Андрей Ильи́н, И. Андре́ев; род. 21 июля 1956 года, Златоуст, Челябинская область, РСФСР) — современный российский писатель, путешественник-экстремал, сурвивалист, драматург, автор «Школы выживания в природных условиях».

## Биография
Андрей Александрович Ильичёв родился 21 июля 1956 года в городе Златоусте. Восьмилетнюю школу окончил в Златоусте (школа № 90), аттестат зрелости получил уже в Челябинске (школа № 58).

### Экстремальные путешествия
- несколько тысячекилометровых велосипедных марафонов, в том числе протяженностью свыше 7000 км.
- трансморские (вне видимости берегов), автономные плавания на спасательных плотах (ПСН-6, ПСН-10),
- трансморские, автономные плавания на парусных катамаранах,
- летние (в пик жары) автономные велопереходы через пустыни:
  - Каракумы,
  - Кызылкум,
  - плато Усть-Урт,
  - пески Большие Барсуки.
- Безводные пешие переходы по пустыне Каракумы, (без взятых с собой запасов воды, с обеспечением ею на месте, путем выпаривания из растений, мочи и пр.

- Прошёл по маршрутам древних новгородцев и поморов на парусной лодке сойме, построенной по технологиям XI—XII веков и на поморском карбасе (XII—XIV веков).

Совершил автономные плавания на копиях древних судов по Белому и Баренцеву морям, в режиме полной автономии с максимальным приближением к реалиям древнего мореплавания, то есть без сопровождения, страховки, связи и спасения, без использования современных навигационных систем и пр.

### Выживание
- Организовывал исследовательские экспедиции и эксперименты по выживанию:

| - в зимней тайге, - пустыне (безводный переход), | - открытом море, - тундре. |

Экстремальные климатические «рекорды»: Температурный максимум +51 градус С в тени (во время перехода через Каракумы), минимальный −52 градуса С (во время эксперимента в тайге) −46 градусов С (в горах, выше уровня леса). Ураган на Каспийском море со скоростью ветра свыше 35 м/сек и высотой волн до 11 метров, Бора, Сулой и пр. в Баренцевом море. Песчаные бури, метели и т. п.

### Научная работа и публикации по теме выживание и самоспасение
- Автор более 100 научных и популярных статей на темы выживания и самоспасения в центральных изданиях и специализированных журналах.
- Работал совместно с Институтом авиационной и космической медицины, КГБ СССР, Министерством геологии СССР и пр.
- Вел разделы, посвященные выживанию и самоспасению, в СМИ.

Автор книг, посвященных тематике выживания:
- «Зимняя аварийная ситуация»,
- «Энциклопедия выживания в экстремальных условиях»,
- Серии книг «Школа выживания»: «Первоочередные действия в экстремальной ситуации», «Как избежать голодной смерти» и пр.
- «Популярная энциклопедия выживания» (42 ус.п.л.) — 4 переиздания,
- «Большая энциклопедия выживания» (51,2 ус.п.л.) — 9 переизданий,
- «Книга, которая спасет вам жизнь» — 4 переиздания,
- «Энциклопедия городского выживания» — 6 переизданий,

Книги по теме «социальное выживание»:
- «Практическое пособие по охоте на мужчин» (свыше 20 переизданий)
- «Практическое пособие по охоте за счастьем» (более 10 переизданий)
- «Женское счастье от „А“ до „Я“. Руководство к действию»
- «Стерва от А до Я»,
- «Секретный путеводитель для женщин»
- «Школа выживания. Как выжить в условиях экономического кризиса»

## Литературная деятельность
Андрей Александрович — автор около двух десятков детективных романов, изданных общим тиражом свыше 8 миллионов экземпляров, занимал 1-5 места в рейтингах авторов детективного жанра в России.
| - «Киллер из шкафа», - «Идеальная легенда» - «Боец невидимого фронта», - «Бомба для братвы», - «Господа офицеры», - «Государевы люди», - «Девять негритят», | - «Диверсия», - «Игра на вылет», - «Козырной стрелок», - «Криминальный отдел», - «Ловушка для героев», - «Миссия выполнима», - «Обет молчания» (Серия, 20 книг) | - «Ревизор 007», - «Тайные люди», - «Тень Конторы», - «Третья террористическая», - «Шпион федерального значения», - «Сцены из придворной жизни... начала... конца...», - и других. |

Цитата из интервью А. Ильина:

Мне нравится загонять своих героев, а вслед за ними и читателей, в кажущиеся безвыходными ситуации. А потом вывести героя из житейского ада живым и невредимым, используя для этого не столько его физические данные и оружие, сколько интеллект и умение выкрутиться из любых, самых невероятных ситуаций. Можно сказать, что мой герой — это что-то среднее между Джеймсом Бондом и Остапом Бендером.

## Арт-Проекты
- В созданной А. Ильиным галерее «Art-Inсognito» в г. Берлине и филиале в г. Будапеште прошло несколько выставок, резиденций и пленэров российских и eвропейских художников.
- А. Ильин организовал и курировал творческие Арт-акции в Европе: недельный пленэр и выставку на главном вокзале Берлина «Hauptbannhof», арт-презентацию на Площади Парламента в Будапеште, «Арт-дуэли» художников разных стран и пр.

- В Москве организовал более десяти резиденций и выставок художников Москвы, Белоруссии, Крыма, Украины, Уфы, Казани, Владивостока, Екатеринбурга и пр.
- Инициировал и организовал такие арт-события, как: «Арт-Ночи», «Арт-Марши», «Уличные модульные выставки» и др.

## Интересные факты
- Андрей Ильичёв давно известен в Челябинске как автор неоднократно переиздаваемой энциклопедии практического выживания; а вот как Андрей Ильин, автор детективов, он открылся землякам только после встречи с губернатором Петром Суминым.
- Тираж одного из его романов был приостановлен, якобы из-за того, что в СМИ нельзя освещать методы работы спецслужб. (Хотя организацию, фигурирующую в романе, никто из отечественных спецслужб так официально и не признал)[1].